# Snow Lake Shores
Snow Lake Shores é uma cidade  localizada no estado americano de Mississippi, no Condado de Benton.

## Demografia
Segundo o censo americano de 2000, a sua população era de 300 habitantes.
Em 2006, foi estimada uma população de 287, um decréscimo de 13 (-4.3%).

## Geografia
De acordo com o United States Census Bureau tem uma área de
2,2 km², dos quais 1,8 km² cobertos por terra e 0,4 km² cobertos por água.

## Localidades na vizinhança
O diagrama seguinte representa as localidades num raio de 28 km ao redor de Snow Lake Shores.